# Bazylika św. Piotra w Okowach
Bazylika św. Piotra w Okowach (wł. Basilica di San Pietro in Vincoli a Colle Oppio) – kościół tytularny w Rzymie na wzgórzu Eskwilin. Opiekę nad bazyliką sprawuje zakon Kanoników Regularnych Laterańskich. 
Świątynia ta jest kościołem rektoralnym parafii Santi Silvestro e Martino ai Monti oraz kościołem tytularnym, mającym również rangę bazyliki mniejszej. Jest też kościołem stacyjnym z pierwszego poniedziałku Wielkiego Postu.

## Lokalizacja
Kościół znajduje się w I Rione Rzymu – Monti przy Piazza San Pietro in Vincoli 4/A.

## Historia
Kościół został zbudowany w V wieku (w 442 lub prawdopodobnie w 439 roku) na zlecenie Licynii Eudoksji, żony cesarza Walentyniana III (kościół był określany jako Titulus Eudoxiae lub Eudoxiana). Kościół został wybudowany na miejscu wcześniejszego kościoła Apostołów. Zgodnie z przekazami, Eudoksja przekazała też papieżowi Leonowi I łańcuchy, w które miał być zakuty św. Piotr podczas swojego uwięzienia. Łańcuchy te są do dziś przechowywane w tym kościele.
W 680 roku wykonano mozaikę św. Sebastiana jako dar dziękczynny za zakończenie zarazy. Kościół był kilkukrotnie odnawiany i dekorowany (za pontyfikatów: Hadriana I, Leona III, Stefana IV, Grzegorza IV).
30 września 1061 w bazylice odbyła się elekcja papieska, podczas której wybrano papieżem Aleksandra II. Dzień później również w tej bazylice odbyła się koronacja nowego biskupa Rzymu.
Podczas awiniońskiej niewoli papieży bazylika popadła w ruinę. Jej renowacja rozpoczęła się po jej objęciu przez kardynała Mikołaja z Kluzy i była kontynuowana po jego śmierci przez papieży Sykstusa IV i Juliusza II (m.in. obecny portyk został wzniesiony w 1475 roku).
W 1513 w kościele zostało umieszczone mauzoleum papieża Juliusza II, w skład którego wchodzi monumentalna statua Mojżesza Michała Anioła.
W XVII wieku bazylika przeszła renowację, kierowaną przez Francesco Fontanę, która zaowocowała sufitem i nowymi dekoracjami. Kolejna renowacja miała miejsce w latach 1875–1877. Wcześniej łańcuch św. Piotra był przechowywany w zakrystii i pokazywany tylko z okazji ważnych świąt, podczas wzmiankowanej renowacji łańcuch wystawiono na stałą ekspozycję. W połowie XX wieku przeprowadzono następną renowację bazyliki.

## Architektura i sztuka
Portyk został wzniesiony w XV wieku przez Baccio Pontellego, górna kondygnacja została dodana w 1578 roku, na polecenie kardynała Antoine'a de Granvelle, aby ukryć starą fasadę.
Bazylika ma 3 nawy, transept i półkolistą apsydę. Bazylika ma tylko dwie kaplice boczne flankujące apsydę, posiadające swoje własne apsydy. Sufit jest dziełem Francesco Fontany, w jego centralnej części znajduje się fresk Giovanniego Battisty Parodiego z 1706 roku Cudowne połączenie się łańcuchów św. Piotra.
Baldachim (z 1876 roku) nad ołtarzem głównym oraz konfesja pod nim są autorstwa Virginio Vespignaniego. W niszy w głównym ołtarzu umieszczono relikwiarz z 1856 roku z łańcuchem św. Piotra. Po jego lewej stronie jest rzeźba przedstawiająca św. Piotra, a po prawej anioła, który uwolnił go z więzienia w Jerozolimie.
Obszerna apsyda bazyliki pochodzi z kościoła z V wieku, zdobią ją freski z 1577 roku autorstwa Jacopo Coppi: Uwolnienie św. Piotra z więzienia, Biskup Juwenalis dający okowy cesarzowej Eudoksji i Eudoksja dająca okowy papieżowi.
W prawym transepcie znajduje się mauzoleum papieża Juliusza II, a w nim centralnie umieszczony posąg Mojżesza dłuta Michała Anioła.
W jednym z ołtarzy bocznych lewej nawy znajduje się wotywna bizantyjska mozaika św. Sebastiana z VII wieku. Przedstawia ona świętego nietypowo – z brodą i w dworskim stroju.
Podczas prac prowadzonych w latach 1956-1960 po zdjęciu posadzki, stwierdzono pod kościołem kilka warstw budowlanych – wcześniejszy kościół Apostołów, domus z IV wieku oraz obiekt z czasów Nerona (prawdopodobnie fragment Domus Aurea).

## Kardynałowie prezbiterzy
Bazylika św. Piotra w Okowach jest jednym z kościołów tytularnych nadawanych kardynałom-prezbiterom (Titulus Sancti Petri ad Vincula).
- Roman (897)
- Benedykt (898)
- Fassanus (1003)
- Deusdedit (1078–1099)
- Alberyk (1100)
- Benedykt (1102–1127)
- Mateusz (1128–1138, od 1130 w obediencji Anakleta II)
- Comes (ok. 1137–1139)
- Guglielmo Marengo (1158–1176)
- Piotr (1188–1191)
- Bernardo CanReg (1193–1204)
  - Pietro Colonna, in commendam (?-1320)
  - Pietro Oringa, kardynał w obediencji antypapieża Mikołaja V (1328–1330?)
- Élie Talleyrand de Périgord OFM (1331–1348), in commendam (1348–1364)
- Angelic de Grimoard CanReg (1366–1367), in commendam (1367–1388)
- Pierre Girard, kardynał w obediencji awiniońskiej (1390–1405), in commendam (1405–1408)
- Antonio Arcioni (1405)
- Antonio Correr CanReg (1408)
- João Alfonso Esteves, kardynał w obediencji pizańskiej (1411–1415)
- Juan Cervantes (1426–1447)
- Mikołaj z Kuzy (1449–1464)
- Francesco della Rovere de Saona OFM (1467–1471)
- Giuliano della Rovere (1471–1479); in commendam (1479–1503)
- Galeotto Franciotti della Rovere (1503–1508)
- Sisto Gara della Rovere (1508–1517)
- Leonardo Grosso della Rovere (1517–1520)
- Silvio Passerini (1520–1521)
- Albert Hohenzollern (1521–1545)
- Jacopo Sadoleto (1545–1547)
- Jean du Bellay (1547–1548)
- Giulio Feltre della Rovere (kardynał diakon 1548–1566, kardynał prezbiter 1566–1570)
- Giovanni Antonio Serbelloni (1570)
- Antoine Perrenot de Granvelle (1570–1578)
- Stanisław Hozjusz (1578)
- Markus Sitticus von Hohenems (1578–1579)
- Alfonso Gesualdo (1579–1580)
- Marcantonio Colonna (1580–1586)
- Girolamo della Rovere (1587–1592)
- Alessandro Ottaviano de’ Medici (1592–1594)
- François de Joyeuse (1594–1604)
- Girolamo Agucchi (1604–1605)
- Cinzio Passeri Aldobrandini (1605–1610)
- Lanfranco Margotti (1610–1611)
- Bartolomeo Cesi (1611–1613)
- Bonifacio Bevilacqua (1613–1621)
- François d’Escoubleau de Sourdis (1621)
- Michelangelo Tonti (1621–1622)
- Luigi Capponi (1622–1629)
- Laudivio Zacchia (1629–1637)
- Antonio Marcello Barberini (1637–1642)
- Bernardino Spada (1642–1646)
- Marzio Ginetti (1646–1652)
- Giovanni Battista Maria Pallotta (1652–1659)
- Ulderico Carpegna (1659–1661)
- Federico Sforza (1661–1676)
- Emmanuel Théodose de la Tour d'Auvergne de Bouillon (1676–1689)
- Pierre de Bonzi (1689)
- Savio Millini (1689–1701)
- Marcello Durazzo (1701–1710)
- Fulvio Astalli (1710–1714)
- Ferdinando d’Adda (1714–1715)
- Lorenzo Casoni (1715–1720)
- Lorenzo Corsini (1720–1725)
- Gianantonio Davia (1725–1737)
- Vincenzo Petra (1737–1740)
- Francesco Antonio Finy (1740–1743)
- Nicolò Maria Lercari (1743–1757)
- Antonio Andrea Galli, (1757–1767)
- Gaetano Fantuzzi (1767–1778)
- Lazzaro Opizio Pallavicini (1778–1785)
- Giuseppe Maria Doria Pamphilj (1785–1802)
- Girolamo della Porta (1802–1812)
- Tommaso Arezzo (1816–1820)
- Paolo Giuseppe Solaro (1823–1824)
- Joachim-Jean-Xavier d’Isoard (1827–1833)
- Castruccio Castracane degli Antelminelli (1833–1844)
- Niccola Clarelli Paracciani (1844–1867)
- Luis de la Lastra y Cuesta (1867–1876)
- Giovanni Simeoni (1876–1892)
- Ignazio Persico OFMCap (1893–1895)
- Adolphe-Louis-Albert Perraud CO (1896–1906)
- Désiré-Joseph Mercier (1907–1926)
- Luigi Capotosti (1926–1938)
- Teódosio Clemente de Gouveia (1946–1962)
- Léon-Joseph Suenens (1962–1996)
- Jean Balland (1998)
- Louis-Marie Billé (2001)
- Pio Laghi (2002–2009)
- Donald Wuerl (2010–nadal)